# Араска унија
Араска или Атрехтска унија (фр. Union d'Arras, хол. Unie van Atrecht) представља споразум који је закључен 6. јануара 1579. године у Арасу/Атрехту између Артоа/Артезије, Камбреа/Камерејка, Еноа/Хенехаувена и Романске Фландрије изузев Турнеа/Дорника као реакција на устанак у Холандији.
Након Араске уније уследио је Араски или Атрехтски трактат из 17. маја 1579, којим су се ове области приклониле Филипу II од Шпаније и Александру Фарнезеу, војводи од Парме. Овим трактатом је започео процес раздвајања Северног и Јужног Низоземља.
Провинције су се сложиле око следећег:
- За стране трупе више нема места;
- Државни савет биће организован као и за време владавине цара Карла V;
- Две трећине укупног броја чланова Државног савета морају да се именују уз сагласност Сталешке скупштине;
- Све привилегије које су постојале пре устанка биће провраћене;
- Католичка вера је једина вера. Све остале религије биће забрањене.

За приступање унији посебно је последња тачка предстаљала највећу препреку северним провинцијама које су биле под јаком утицајем протестантизма. Неколико недеља касније северне провинције формирале су Утрехтску унију као реакцију на стварање Араске уније.

## Настанак
Након 1577. године представници Рејселске Фландрије, (хол. Rijsels-Vlaanderen, фр. La Flandre lilloise), области Артоа, Ено и Валенсијена/Валансеја (фр. Valencienne, хол. Valencijn) у Сталешкој скупштини профилисаће се као засебне, „валонске“ и католичке, антипротестантске групе. Ове области су Араском унијом иступиле из Бриселске уније, а Атрехтским трактатом су приступиле табору краља Филипа II.
Изузев Турнеа и Омеландена (Ommelanden) који су индустријски и традиционално били „фламански“ оријентисани, све „валонске“ области бориле су се на страни Шпанаца. Велики број Валонаца ће се касније борити у најамничкој војсци војводе од Парме.

## Однос са Валонијом
Валонске области су одлучиле да се дистанцирају од устанка у Северном Низоземљу или су чак да прешле на страну Шпанаца. За ове области верска слобода није била од великог значаја. Протестантизам је и пре устанка био мање присутан зато што се економија на југу много мање заснивала на трговини и индустрији.
Католичко племство и свештенство су у овој области задржали далеко већу моћ и утицај, а градови нису ни из далека били тако богати и моћни као градови у Фландрији и Брабанту.
Поред тога, фламански калвинисти се нису опходили нимало толерантно према католицима, што је и разумљиво с обзиром на крајње немилосрдан прогон који је католичка инквизиција деценијама спроводила.
Такође су сматрали да католици шурују са непријатељем, а касније, за време поновног освајања шпанских и валонских трупа, често се испостављало да је то била истина. Фландрија и Брабант су такође онемогућавали слободну трговину са областима Артоа и Ено.
Само се Ено делом налази у данашњој Белгији док се остале чланице Араске уније (Артоа, Валонска – Фландрија и француски Ено) налазе у данашњој Француској.